# Morti nel 915
| Questa pagina contiene informazioni ricavate automaticamente dalle voci biografiche con l'ausilio del template Bio e di un bot. L'aggiornamento è periodico e automatico e ricostruisce completamente la pagina. Se manca una persona in questa lista, sei pregato di non aggiungerla, ma accertati piuttosto che la sua voce biografica contenga il template Bio e che i dati anagrafici siano correttamente compilati. Se il template Bio manca, inseriscilo tu stesso o, in alternativa, metti l'avviso {{tmp\|Bio}} che ne segnala la mancanza. Se i dati riportati sono sbagliati, correggi direttamente la voce biografica; le modifiche saranno visibili in questa lista entro pochi giorni. Per chiarimenti vedi il progetto biografie. La lista contiene solo le 10 persone che sono citate nell'enciclopedia e per le quali è stato implementato correttamente il template Bio. Pagina aggiornata al 19 ott 2024. |

- 30 marzo - Radbodo di Treviri, arcivescovo tedesco
- 16 settembre - Adalberto II di Toscana, nobile italiano
- 9 ottobre - San Gemine, monaco cristiano siriano
- Annen, monaco buddista giapponese (n. 841)
- Bertila di Spoleto, nobile franca
- Gregorio IV di Napoli, duca italiano
- Leoluca di Corleone, abate e santo italiano
- Reginardo di Lotaringia, nobile
- Regino di Prüm, abate, storico e teorico della musica tedesco
- Sunyer II di Empúries, nobile franco